# Рєзнік Генрі Маркович
Генрі Маркович Рєзнік (11 травня 1938, Ленінград, РРФСР) — радянський і російський адвокат, заслужений юрист Російської Федерації (1998), член Громадської палати, президент Адвокатської палати Москви. Член Московської Гельсінської групи.

## Освіта
Навчався на юридичному факультеті Середньо-Азіатського державного університету (Ташкент; 1957—1959). Закінчив юридичний факультет Казахського державного університету (1962; дипломна робота «Про правові презумпції» була відзначена на всесоюзному студентському конкурсі). Закінчив очну аспірантуру Всесоюзного інституту з вивчення причин і розробці заходів попередження злочинності Прокуратури СРСР (1969). Кандидат юридичних наук (1969, тема дисертації: «Оцінка доказів за внутрішнім переконанням в радянському кримінальному процесі»). Професор кафедри адвокатури в Московській державній юридичній академії ім. О. Є. Кутафина.

## Слідчий і вчений
У 1962 — 1966 — слідчий слідчого управління РУВС в Казахстані (Алма-Ата). У 1969 — 1982 працював у Всесоюзному інституті з вивчення причин і розробці заходів попередження злочинності Прокуратури СРСР. У 1982 — 1985 — завідувач лабораторією Всесоюзного інституту удосконалення працівників юстиції. Автор близько 200 публікацій з проблем кримінального права та процесу, кримінології, загальної теорії права, публіцистичних робіт. Серед них монографія «Внутрішнє переконання при оцінці доказів» (1977), книги «Право на захист» (1976), «Коли наступає відповідальність» (1979), «Конституційне право на захист» (1980). Його статті «Протиріччя сучасної урбанізації і злочинність» (1985) і «Адвокат: престиж професії» (1987), опубліковані в журналі «Радянська держава і право», були відзначені як найкращі статті року.